# Hey Hey, My My (Into the Black)
Hey Hey, My My (Into the Black) ist ein Rock-Song von Neil Young. Als Schlussstück des Albums Rust Never Sleeps von 1979 bildete es mit dem von akustischen Instrumenten mit Young auf der um einen Ganzton tiefer gestimmten Westerngitarre begleiteten Anfangsstück My My, Hey Hey (Out of the Blue) den Rahmen des Albums. Die beiden Songs teilen Melodie und große Teile des Textes.
Das Album verändert sich mit jedem Song von Folk zu hartem Rock und Hey Hey, My My (Into the Black) markiert mit leicht verändertem Text und extrem verzerrter Gitarre als Johnny Rotten gewidmete Punk-Version den Endpunkt.

## Entstehung

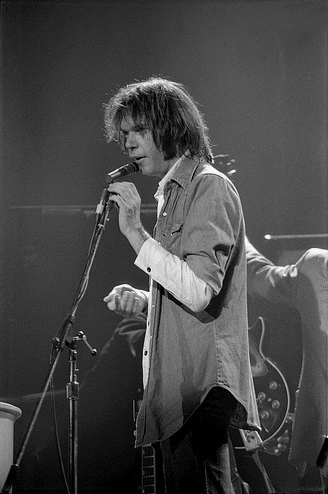
Neil Young (1976)

Das Lied war inspiriert von der Gruppe Devo, dem Aufstieg des Punk und Fragen zu seiner musikalischen Zukunft. Das Lied stellt die Alternativen gegenüber, mit ähnlicher Musik weiterzumachen („zu verrosten“) oder auszubrennen. Der Song Hey, Hey, My, My sowie der Albumtitel Rust Never Sleeps entstanden aus Youngs Begegnungen mit der Band Devo und insbesondere Mark Mothersbaugh. 1977 bat Young Devo, in seinem Film Human Highway mitzuwirken. Eine Filmszene zeigt Young, wie er den Song mit Devo spielt. Mit dem Erfolg des Punk 1977 empfanden manche Fans die Generation von Young als überholt, und Young überlegte, ob sie vielleicht Recht hatten. Der Tod von Elvis Presley im selben Jahr kam hinzu, und The Clash sangen in ihrem Song 1977: „No Elvis, Beatles or Rolling Stones in 1977!“.
Die Single kam auf Platz 79 der Billboard Hot 100.
Nachdem Kurt Cobain den Satz „It’s better to burn out, than to fade away“ in seinen Abschiedsbrief geschrieben hatte, gab es Falschmeldungen, Young habe erklärt, er werde Hey Hey, My My nie wieder spielen; tatsächlich hat er ihn mehrfach wieder gespielt.

## Verwendung
Dennis Hoppers Film Out of the Blue ist dem akustischen Gegenstück My My, Hey Hey (Out of the Blue) entliehen.
Das Lied wurde in der Serie Sons of Anarchy in der dritten Staffel als Cover von der Band Battleme, in der ersten Staffel von Riverdale (2017) und in der 7. Staffel von The 100 (2020) verwendet.
In dem Actionfilm Highlander – Es kann nur einen geben von 1986 zitiert der unsterbliche mittelalterliche Krieger Kurgan, verkörpert von Clancy Brown, in einer Kirche die Songzeile „It’s better to burn out than to fade away“.
Die Textzeile „it’s better to burn out than to fade away“ der akustischen Version erlangte erneute Aufmerksamkeit, als Kurt Cobain sie 1994 im Abschiedsbrief vor seinem Suizid zitierte. Young sagte später, er sei davon so erschüttert gewesen, dass er 1994 sein Album Sleeps with Angels Cobain widmete. In dem Song Schönste Zeit von 2013 zitiert der Musiker Bosse diese Textzeile, auf den Tod Kurt Cobains Bezug nehmend.